# Nicolás Roa
Nicolás Roa (Bogotá; 24 de febrero de 1994) es un futbolista colombiano. Juega como centrocampista
Sus hermanos son los también futbolistas Juan Daniel Roa y Santiago Roa.

## Trayectoria

### Inicios
Nicolás Roa, nació en Bogotá, la capital de Colombia. Empezó a jugar a fútbol siendo un niño en el occidente de la ciudad. Su primer equipo, fue Real Players, y de allí pasó a jugar a las divisiones inferiores de Independiente Santa Fe, donde ya jugaba su hermano mayor Juan Daniel Roa. En los equipos juveniles del equipo cardenal, jugó varios torneos nacionales.

### Tigres
Después de jugar en las inferiores de Santa Fe, en el año 2015 se fue a jugar a préstamo a Expreso Rojo, de la Categoría Primera B colombiana. Allí, debutó como profesional, y jugó varios partidos.

### Llaneros
En el 2016, Nicolás pasa a jugar a Llaneros Fútbol Club, equipo también de la Categoría Primera B. En el equipo llanero, tuvo un buen rendimiento y jugó varios partidos.

### Tigres
Luego de un año jugando en Llaneros,  a principios del 2017 el volante bogotano fue contratado por Tigres Fútbol Club (Que antes era Expreso Rojo), equipo ascendido a la Categoría Primera A.

## Clubes
| Club                 | País     | Año         | Partidos | Goles |
| -------------------- | -------- | ----------- | -------- | ----- |
| Tigres               | Colombia | 2015        | 31       | 1     |
| Llaneros             | Colombia | 2016        | 21       | 1     |
| Tigres               | Colombia | 2017        | 27       | 0     |
| Deportivo Cali       | Colombia | 2018        | 3        | 0     |
| Atlético Huila       | Colombia | 2019        | 8        | 0     |
| Deportivo Pasto      | Colombia | 2019        | 16       | 1     |
| Atlético Bucaramanga | Colombia | 2020 - 2021 | 0        | 0     |
| Tigres               | Colombia | 2022        | 0        | 0     |